# 広島第一劇場

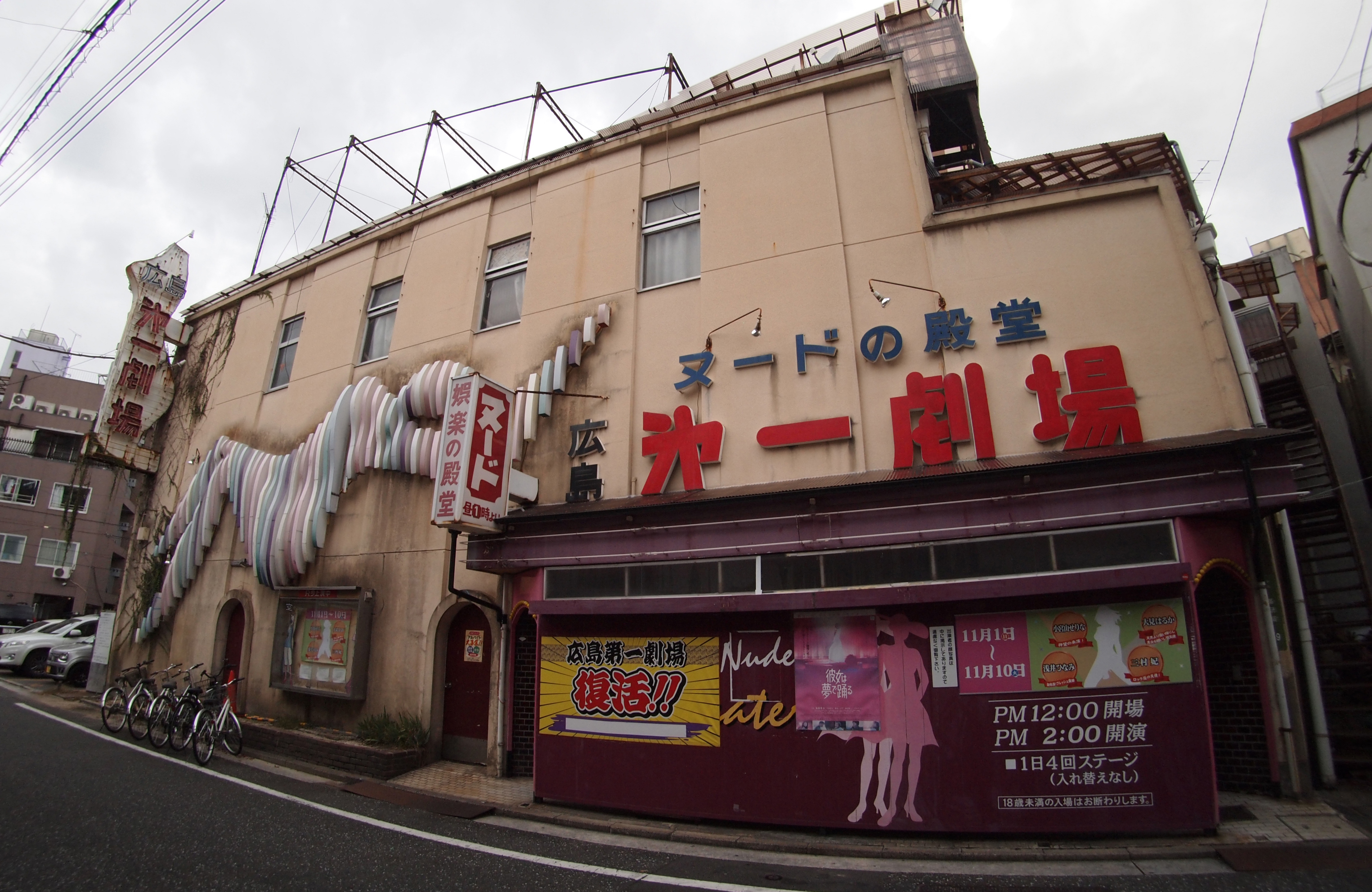
日中の広島第一劇場

広島第一劇場（ひろしまだいいちげきじょう）は、かつて広島県広島市中区薬研堀9-2にあったストリップ劇場。2021年5月20日に営業を終了した。建物は2021年6月に取り壊された。

## 歴史
1975年（昭和50年）8月1日に開館した。
広島第一劇場の営業開始当時は全国に約200軒のストリップ劇場があり、1985年（昭和60年）ごろには広島県内にストリップ劇場は4軒あったが、2021年4月現在、中国地方では第一劇場のみだった。
2017年（平成29年）1月31日にいったんは閉館したが、同年4月1日より2018年（平成30年）2月20日までの期間限定で営業を再開した。その後、2018年5月31日まで、2018年8月31日までと、期間を変更している。これは、地権者の土地利用計画の進行状況に伴い、劇場に対し新たな借地契約（3か月単位）が順次提案され、少しでも永く営業を継続できるよう受諾したため、と告知している。
2021年（令和3年）5月20日、最後の公演が行われ、営業が終了した。
同年、広島第一劇場のネオン看板が、静岡県伊東市のまぼろし博覧会へと移された。

## 特色
2020年（令和2年）時点で中国地方唯一のストリップ劇場であった。また、第一劇場グループの6館（徳山第一劇場、岡山第一劇場、高松第一劇場、神戸第一劇場、福山第一劇場、広島第一劇場）の中で、最後まで営業を続けていた劇場である。
劇場の表看板には「○○舞姫 名前」という形で、当該週の出演者の名前がキャッチフレーズとともに掲示されている。このキャッチフレーズは、（一部を除き）他の劇場で見たり聞いたりしない、広島第一劇場独自のものである。

## 構造
- 1階
  - ロビー、ホール、観客用トイレ
- 2階
  - 投光室、ホール吹き抜け
- 3階
  - 楽屋

ストリップ劇場としては珍しく、女性トイレが男性トイレと分けて設置されている。座席は、全て本舞台へ向いた全57席。本舞台は、幅、奥行きとも広く、天井は高く、国内最大クラスで、大きな演技を行うのに支障のない作りとなっている。ホール中央の前盆と本舞台の間には、前盆と同サイズの中盆があり、双方とも回転が可能。一時、前盆の駆動機構が故障し、回転しなくなった際、社長が修理業者を探し回ったが見つからず、最終的に自動車修理業者が中盆の部品を使用して修理した。また、前盆と中盆の上手・下手には、1段低い半円の回転しない盆がある、独特なものである。

## 交通アクセス
- 広島電鉄銀山町停留場から徒歩約5分。
- 西日本旅客鉄道（JR西日本）広島駅から徒歩約15分。

## 関連作品
- 映画『彼女は夢で踊る』（広島先行公開：2019年7月15日公開 / 全国：2020年10月23日公開、企画：横山雄二、監督：時川英之、主演：加藤雅也）